# Fázor

Soros RLC-kör és fázordiagramja

A fizikai és mérnöki, főként a villamosmérnöki gyakorlatban a fázor egy harmonikus függvény jellemzésére alkalmazható komplex kifejezés. A fázor kifejezést az angol phase vector összevonásából származó phasor mintájára alkották a fázisvektor rövidítéseként. A fázorokat a jelek analitikus modelljében alkalmazzák, ahol a harmonikusan változó jelet egy komplex állandóra és egy fázist és időfüggést tartalmazó tagra szokás bontani. A felbontásban a komplex állandó maga a fázor, más néven komplex amplitúdó.
Elektromos hálózatokban gyakran előforduló eset, hogy több harmonikus jel van jelen, melyek frekvenciája azonos, de amplitúdójuk és fázisuk különbözhet. Ha az ilyen harmonikus jeleket felbontjuk egy fázor és egy időfüggő tag szorzatára, akkor a számítások leegyszerűsödnek, ugyanis a fázorokra vektoriális aritmetika alkalmazható.
A fázorok használata amellett, hogy a harmonikus jelek aritmetikája helyett vektorműveleteket lehet alkalmazni, azzal az előnnyel is jár, hogy a differenciálás és az integrálás műveleteit is egyszerű algebrai műveletekké alakítja. Így például időfüggő, valós együtthatós algebrai egyenletekkel leírhatóvá válnak az RLC-körök egyensúlyi jellemzői. A fázorok koncepcióját Charles Proteus Steinmetz, a General Electric fejlesztője alkotta meg a 19. század végén.
A fázortranszformáció jellegében hasonlít a Laplace-transzformációra, annak egy speciális esete, de jellemzően az egyensúlyi tulajdonságok leírására alkalmazható. Ha a tranziens jelenségeket is le szeretnénk írni, összetettebb Laplace-transzformációra van szükség.

## Definíció
Az Euler-formula értelmében egy harmonikus függvényt megadhatunk az alábbi formában két komplex függvénnyel (mivel a két komplex függvény egymás konjugáltjai, a kifejezés valós lesz):
{\displaystyle A\cdot \cos(\omega t+\theta )=A\cdot {\frac {e^{i(\omega t+\theta )}+e^{-i(\omega t+\theta )}}{2}},}    
illetve egy komplex függvény valós részeként:
{\displaystyle {\begin{aligned}A\cdot \cos(\omega t+\varphi )=\operatorname {Re} \{A\cdot e^{i(\omega t+\varphi )}\}=\operatorname {Re} \{Ae^{i\varphi }\cdot e^{i\omega t}\}.\end{aligned}}}
A komplex {\textstyle A\cdot e^{i(\omega t+\varphi )}} kifejezés a jelet leíró valós {\textstyle A\cdot cos(\omega t+\varphi )} analitikus reprezentációja. Az ábra a komplex kifejezés forgóvektoros ábrázolása a komplex síkon. Gyakran az egész kifejezést nevezik fázornak (bár szigorú értelemben véve az{\textstyle Ae^{i\varphi }} kifejezés a fázor). Továbbá alkalmazzák még a fázor amplitódóját és fázisát megadó {\textstyle A\angle \varphi } jelölést is.

## Aritmetikai műveletek

### Szorzás komplex állandóval
Az {\textstyle Ae^{i\varphi }e^{i\omega t}\,} fázor {\textstyle Be^{i\phi }} komplex állandóval való szorzásának eredménye egy újabb fázor, ami arra utal, hogy a szorzás csak megváltoztatja az eredeti fázor amplitúdóját és fázisát:
{\displaystyle {\begin{aligned}\operatorname {Re} \{(Ae^{i\varphi }\cdot Be^{i\phi })\cdot e^{i\omega t}\}&=\operatorname {Re} \{(ABe^{i(\varphi +\phi )})\cdot e^{i\omega t}\}\\&=AB\cos(\omega t+(\varphi +\phi ))\end{aligned}}}
Az elektronikában például egy komplex, időfüggetlen impedancia írható le egy {\displaystyle Be^{i\phi }\,} komplex kifejezéssel.

### Szorzás fázorral
Ha két fázort szoroznánk egymással, vagy egy fázort emelnénk négyzetre, az új frekvenciakomponenseket eredményezne. Ez a nemlineáris művelet viszont már kimutat a fázorok jellemző alkalmazási köréből. Ilyen viselkedést mutat például egy mikrohullámú mixer eszköz.

### Differenciálás és integrálás
Egy fázor időbeli deriválása és integrálása fázort ad eredményül. Például:
{\displaystyle {\begin{aligned}\operatorname {Re} \{{\frac {d}{dt}}(Ae^{i\varphi }\cdot e^{i\omega t})\}&=\operatorname {Re} \{Ae^{i\varphi }\cdot i\omega e^{i\omega t}\}\\[8pt]&=\operatorname {Re} \{Ae^{i\varphi }\cdot e^{i\pi /2}\omega e^{i\omega t}\}\\[8pt]&=\operatorname {Re} \{\omega Ae^{i(\varphi +\pi /2)}\cdot e^{i\omega t}\}\\[8pt]&=\omega A\cdot \cos(\omega t+\varphi +\pi /2)\end{aligned}}}
Azaz a fázoraritmetikában a harmonikus függvény deriválása egy {\textstyle i\omega =(e^{i\pi /2}\cdot \omega )} komplex tényezővel való szorzás. Ezzel analóg módon az integrálást a {\textstyle {\frac {1}{i\omega }}={\frac {e^{-i\pi /2}}{\omega }}} komplex kifejezéssel való szorzás valósítja meg, az időfüggő {\textstyle e^{i\omega t}\,} tag pedig változatlan marad.
Egy lineáris differenciálegyenlet megoldásánál az összes tagból kiemelhető az időfüggő {\textstyle e^{i\omega t}\,} tényező, melyez a végeredményhez egyszerűen hozzáírhatunk. Vegyük például az alábbi differenciálegyenletet, mely egy RC-kor kapacitásán eső feszültséget írja le:
{\displaystyle {\frac {d\ v_{C}(t)}{dt}}+{\frac {1}{RC}}v_{C}(t)={\frac {1}{RC}}v_{S}(t)}
Ha az RC-körbe kötött feszültségforrás harmonikus:
{\displaystyle v_{S}(t)=V_{P}\cdot \cos(\omega t+\varphi ),\,}
akkor élhetünk az alábbi átírással:
{\displaystyle {\begin{aligned}v_{S}(t)&=\operatorname {Re} \{V_{s}\cdot e^{i\omega t}\}\\\end{aligned}}}
{\displaystyle v_{C}(t)=\operatorname {Re} \{V_{c}\cdot e^{i\omega t}\},}
ahol a forrás {\displaystyle V_{s}=V_{P}e^{i\varphi }} fázora ismert és a kapacitás {\displaystyle V_{c}\,} ismeretlen fázorát akarjuk meghatározni.
A fázor formalizmusban a differenciálegyenlet az alábbi formában írható fel egyszerű alakban:
{\displaystyle i\omega V_{c}+{\frac {1}{RC}}V_{c}={\frac {1}{RC}}V_{s}}
Ezt megoldva a keresett fázorra, a kapacitáson eső feszültségre az alábbiakat kapjuk:
{\displaystyle V_{c}={\frac {1}{1+i\omega RC}}\cdot (V_{s})={\frac {1-i\omega RC}{1+(\omega RC)^{2}}}\cdot (V_{P}e^{i\varphi })\,}
azaz az ismert {\displaystyle V_{s}\,} fázort szorzó kifejezés felel meg a kapacitáson eső feszültséget leíró, időfüggő {\textstyle v_{C}(t)\,} függvénynek a forráshoz képest mérhető amplitúdó- és fázisváltozásának.
Polárkoordinátákkal ugyanezt így adhatjuk meg:
{\displaystyle {\frac {1}{\sqrt {1+(\omega RC)^{2}}}}\cdot e^{-i\phi (\omega )}},
ahol {\displaystyle \phi (\omega )=\arctan(\omega RC)}.
Azaz:
{\displaystyle v_{C}(t)={\frac {1}{\sqrt {1+(\omega RC)^{2}}}}\cdot V_{P}\cos(\omega t+\varphi -\phi (\omega ))}

### Fázorok összeadása

Fázorok összeadásának szemléltetése a forgóvektorok összeadásával.

Fázorok összeadásának eredménye is fázor. Ez könnyen belátható, mivel azonos frekvenciájú harmonikusok összege is ilyen frekvenciájú harmonikus, és csak amplitúdó- és fázisváltozás történik. Ezért azonos frekvenciájú harmonikusok összegzésére a fázorok jó leírást adnak:
{\displaystyle {\begin{aligned}A_{1}\cos(\omega t+\varphi _{1})+A_{2}\cos(\omega t+\varphi _{2})&=\operatorname {Re} \{A_{1}e^{i\varphi _{1}}e^{i\omega t}\}+\operatorname {Re} \{A_{2}e^{i\varphi _{2}}e^{i\omega t}\}\\[8pt]&=\operatorname {Re} \{A_{1}e^{i\varphi _{1}}e^{i\omega t}+A_{2}e^{i\varphi _{2}}e^{i\omega t}\}\\[8pt]&=\operatorname {Re} \{(A_{1}e^{i\varphi _{1}}+A_{2}e^{i\varphi _{2}})e^{i\omega t}\}\\[8pt]&=\operatorname {Re} \{(A_{3}e^{i\varphi _{3}})e^{i\omega t}\}\\[8pt]&=A_{3}\cos(\omega t+\varphi _{3}),\end{aligned}}}
ahol:
{\displaystyle A_{3}^{2}=(A_{1}\cos \varphi _{1}+A_{2}\cos \varphi _{2})^{2}+(A_{1}\sin \varphi _{1}+A_{2}\sin \varphi _{2})^{2},}
{\displaystyle \varphi _{3}=\arctan \left({\frac {A_{1}\sin \varphi _{1}+A_{2}\sin \varphi _{2}}{A_{1}\cos \varphi _{1}+A_{2}\cos \varphi _{2}}}\right)}
vagy a komplex síkon a koszinusztétel (illetve a megfelelő trigonometrikus azonosság) felhasználásával:
{\displaystyle A_{3}^{2}=A_{1}^{2}+A_{2}^{2}-2A_{1}A_{2}\cos(180^{\circ }-\Delta \varphi ),=A_{1}^{2}+A_{2}^{2}+2A_{1}A_{2}\cos(\Delta \varphi ),}
ahol {\displaystyle \Delta \varphi =\varphi _{1}-\varphi _{2}}.
Vegyük észre, hogy {\textstyle A_{3}} és {\textstyle \varphi _{3}} nem függ {\textstyle \omega }-tól és {\textstyle t}-től, és ez lehetővé teszi a fázorformalizmus alkalmazását. A fázorok alkalmazhatósága esetén az időfüggő tagot az egész számolás alatt elhagyhatjuk, majd az eredményhez visszaírhatjuk. Más jelöléssel a fenti összefüggés így is megadható:
{\displaystyle A_{1}\angle \varphi _{1}+A_{2}\angle \varphi _{2}=A_{3}\angle \varphi _{3}.\,}
Továbbá tekinthetünk a fázorok összegzésére az őket reprezentáló komplex vektorok vektoriális összegeként is. Az összeadandó vektorok koordinátái ekkor {\textstyle [A_{1}cos(\omega t+\varphi _{1}),A_{1}sin(\omega t+\varphi _{1})]} illetve {\displaystyle [A_{2}cos(\omega t+\varphi _{2}),A_{2}sin(\omega t+\varphi _{2})]}, vektori összeadásuk eredménye pedig {\textstyle [A_{3}cos(\omega t+\varphi _{3}),A_{3}sin(\omega t+\varphi _{3})]}. 

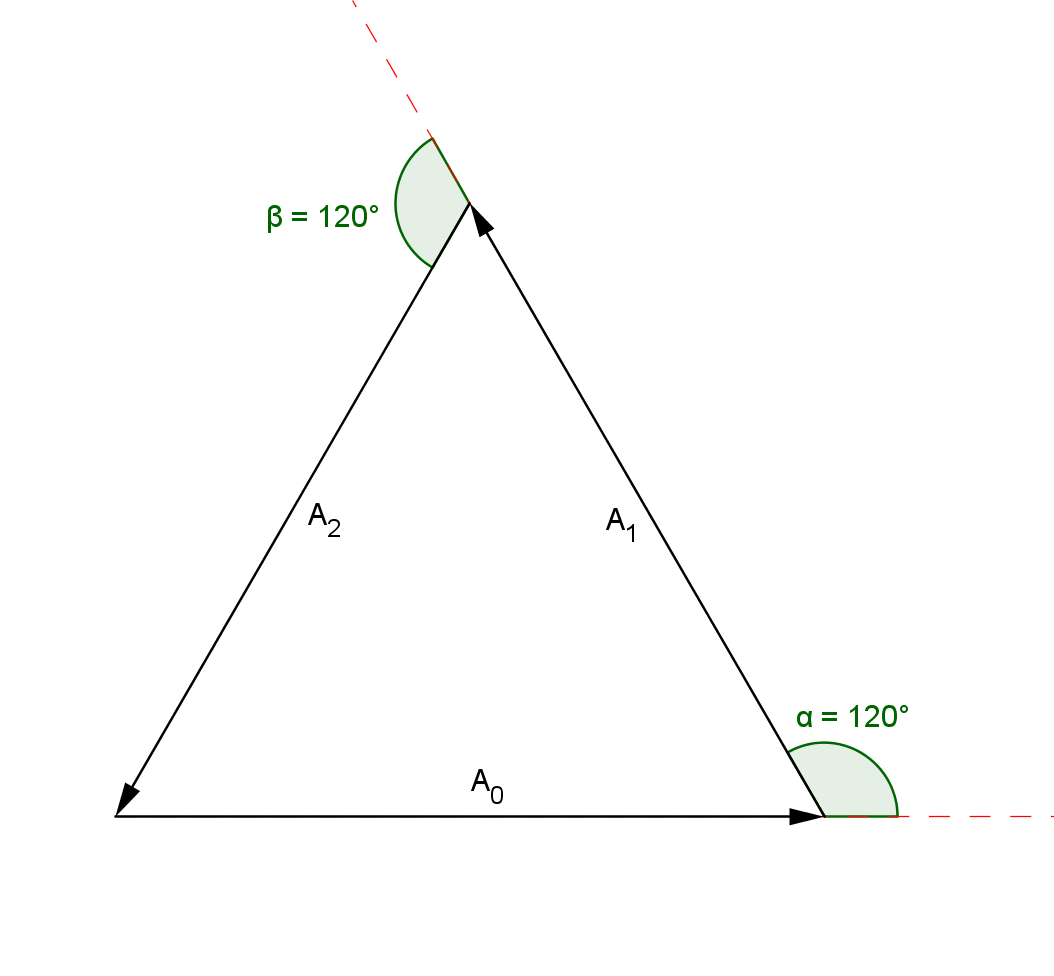
Három, egymást tökéletesen kioltó hullámot jelölő fázor vektoriális összegzése.

Ez az összeadás a fizikában a harmonikusok konstruktív és destruktív interferenciáját írja le. A fázorformalizmussal például könnyen megtalálhatók azok a fázisok és amplitúdók, melyek esetén több harmonikus teljesen kioltja egymást. Egy ilyen kioltási feltételt mutat az ábra három azonos amplitúdójú harmonikus hullám esetére. Az ábráról könnyen leolvasható, hogy a példában támasztott feltételeknek az felel meg, ha a fázorokat reprezentáló vektorokat sorba rajzolva egyenlő szárú háromszöget kapunk, azaz a fáziseltolásoknak 120°-osnak (2π/3 radiánnak) kell lennie, ahogy az a szokásos háromfázisú hálózati váltakozó feszültség esetén is szokásos.
Mindez a harmonikus hullámokkal felírva az alábbiakat jelenti:
{\displaystyle \cos(\omega t)+\cos(\omega t+2\pi /3)+\cos(\omega t-2\pi /3)=0.\,}

## Fázordiagramok
A villamosmérnöki gyakorlatban a fázordiagramokat az amplitúdó- és fázisviszonyok jelölésére alkalmazzák. A fázorokat vektorokként, műveleteiket vektorműveletekként ábrázolják a komplex síkon. Alkalmaznak Descartes- és polárkoordinátás jelölést is, melyek különböző esetekben előnyösek: a Descartes koordinátákkal a valós és képzetes részeket, míg a polárkoordinátákkal az amplitúdót és a fázist egyszerűbb megadni.

## Alkalmazások

### Áramköri törvényszerűségek
Fázorok segítségével az egyenfeszültségű áramköri törvények egy része kiterjeszthető az egyensúlyi váltakozófeszültségű áramkörökre. 
- Ohm-törvény ellenállásokra: mivel az ellenállások nem okoznak fáziskésést, így a forrás fázisa nem változik. Tehát a U=IR összefüggés továbbra is érvényes.
- Ohm-törvény ellenállásokat, kondenzátorokat és tekercseket is tartalmazó áramkörökre: Ekkor a fázisviszonyokat is figyelembe vevő U= IZ összefüggésre kell áttérni, ahol Z a komplex impedancia.
- A teljesítmény jellemzésére bevezethető a komplex teljesítmény S = P + jQ alakban, mellyel a fázorformalizmusban a komplex S = UI* kifejezés adja meg a komplex teljesítményt ( I* az áram fázorának komplex konjugáltja, I és U pedig az áram és feszültség RMS-időátlaga).
- Kirchhoff törvényei fázorok esetén is érvényesek, komplex formában.

Ezek értelmében az egy frekvencián üzemelő váltakozófeszültségű áramkörök áramköri törvényszerűségei könnyen meghatározhatók. Többfrekvenciás esetben pedig tekinthetjük az egyes frekvenciákat külön-külön, és ha nem lép fel nemlineáris jelenség, az egyes frekvenciákra kapott eredmények szuperpozíciója adja a többfrekvenciás rendszerre a megoldást.

## További olvasnivaló
- Douglas C. Giancoli. Physics for Scientists and Engineers. Prentice Hall (1989). ISBN 0-13-666322-2
- Pocket Book of Electrical Engineering Formulas, 1, Boca Raton,FL: CRC Press, 152–155. o. (1993. július 15.). ISBN 0849344735
- Nagy, Károly. Elektrodinamika (PDF), Budapest: Nemzeti Tankönyvkiadó [1968] (2002). ISBN 9789631939545. Hozzáférés ideje: 2016. február 24.
- Phasor Phactory
- Visual Representation of Phasors
- Polar and Rectangular Notation

## Fordítás
Ez a szócikk részben vagy egészben  a   Phasor című angol Wikipédia-szócikk ezen változatának fordításán alapul.  Az eredeti cikk szerkesztőit annak laptörténete sorolja fel. Ez a jelzés csupán a megfogalmazás eredetét és a szerzői jogokat jelzi, nem szolgál a cikkben szereplő információk forrásmegjelöléseként.